# Anolis sulcifrons
Anolis sulcifrons — вид ігуаноподібних ящірок родини анолісових (Dactyloidae). Ендемік Колумбії.

## Поширення і екологія
Anolis sulcifrons мешкають в долині Магдалени та інших частинах Колумбії. Вони живуть в сухих тропічних лісах, вологих тропічних лісах і саванах льяносу, на висоті до 1100 м над рівнем моря.

## Збереження
МСОП класифікує стан збереження цього виду як близький до загрозливого. Anolis sulcifrons загрожує знищення природного середовища.